# Seton Dobutsuki Risu no Banner
Bannertail: The Story of Gray Squirrel (яп. シートン動物記 りすのバナー Ситон Добуцуки Рису но Бана, «Хроники животных Сетона: Беличья история») — японский аниме-сериал, выпущенный студией Nippon Animation. Снят по мотивам сказки Эрнеста Томпсона — «История серой белки» (1922). Сериал транслировался по телеканалу TV Asahi с 7 апреля по 29 сентября 1979 года. Всего выпущено 26 серий аниме. Сериал также транслировался на территории Испании, Кубы, Мексики, Италии, Германии и Филиппин.

## Сюжет
Вскоре после рождения бельчонок забредает на ферму и его находит мальчик, который решает отдать бельчонка на корм своей кошке. Однако кошка сжалилась над малышом и приняла его как своего ребёнка, дав новое имя «Баннер». Так начинается их совместная и счастливая жизнь, которая будет длиться недолго. Однажды ферму охватывает пожар и уничтожает её, и бельчонок вынужден разлучиться с кошкой-мамой.

## Список персонажей
- Баннер (Норико Цукасэ) — главный герой истории. Ещё младенцем его взяла кошка под свою опеку; после пожара на ферме вынужден бежать в лес, где знакомится с новыми друзьями и обучается жизни в лесу. Так как Баннер воспитывался кошкой, он не такой пугливый, как остальные белки, и наоборот — атакует врага в лоб, особенно ради защиты друзей.
- Сью (Кэйко Ёкодзава) — молодая бельчиха с цветком на голове. Выступает в роли наставника Баннера, учит его, как выживать в лесу. В последней серии выходит замуж за Баннера.
- Дедушка (Кадзуоми Икэда) — старейшина среди общества белок, самый мудрый и принимает важные решения. Отвечает за организацию лестных фестивалей. Очень спокойный и вдумчивый.
- Клэй (Масако Сугая) — бельчонок меньшего роста, чем Баннер. Он один из первых, кто встречает главного героя в лесу, когда тот спас его от злого лиса. Вскоре Клэй и Баннер становятся лучшими друзьями.
- Лори (Хироко Маруяма) — мама Клэя. Очень беспокоится за своего сына и поначалу не доверяла Баннеру, пока тот не спас её и Клэя от фермера.
- Готя и Радору (Сигэру Тиба и Канэта Кимоцуки) — сначала выступали в роли плохих персонажей: не доверяли Баннеру и докучали ему. Но позже подружились с Баннером после того, как он спасает Готю от каймановой черепахи.
- Дядя Сова (Итиро Нагай) — один из первых, кого встретил Баннер в лесу. Сначала хотел съесть его, но увидев храброе поведение бельчонка, подружился с ним.
- Мама Кошка (Икуко Тани) — приёмная мать Баннера, воспитывала бельчонка и сильно любила. После пожара на ферме была вынуждена разлучиться с Баннером, и в конце истории снова воссоединилась с ним.